# Piątek (Łódź)
Piątek is een dorp in de Poolse woiwodschap Łódź. De plaats maakt deel uit van de gemeente Piątek en telt 2130 inwoners.